# فلورنس بروكس وايتهاوس
فلورنس بروكس وايتهاوس (بالإنجليزية: Florence Brooks Whitehouse)‏‏ (29 أكتوبر 1869 في أوغوستا، مين - 1945 ) روائية، وسياسية، وناشطة حق تصويت المرأة من الولايات المتحدة.